# واد سفيون
وادي سفيون بلدية جزائرية في ولاية سيدي بلعباس شمال غرب الجزائر.